# علي مانع عطية سلمان
علي مانع عطية سلمان هو سياسي عراقي من مواليد عام 1975، حاصل على شهادة البكالوريوس. شغل منصب عضو في مجلس النواب العراقي عن محافظة القادسية في دورته الثالثة (2014-2018). فاز في الانتخابات التشريعية العراقية لعام 2018 بعدد اصوات بلغ 6,933 صوت.